# Raymundo Cámara Luján
Raymundo Cámara Luján (Mérida, Yucatán, 14 de mayo de 1850 – ibídem, 15 de abril de 1919) fue un destacado empresario, banquero, hacendado y filántropo mexicano que tuvo un papel notable en la expansión económica que experimentó la Península de Yucatán a finales del siglo XIX y principios del siglo XX.
Cámara Luján fue propietario de numerosas haciendas y se destacó en la actividad agrícola, principalmente en la producción de henequén y caña de azúcar. En asociación con José María Ponce Solís, fundó una casa exportadora que se convirtió en una de las principales comercializadoras de henequén, además de incursionar en el ámbito financiero al otorgar créditos tanto a productores de henequén como a empresarios de otros sectores. Su ámbito de negocios abarcó diversos rubros, como ferrocarriles, banca, cervecerías y la explotación de varias materias primas, incluyendo chicle, tabaco, cacao, algodón, plátano, vainilla y recursos forestales.
Cámara era reconocido por sus prácticas laborales progresistas, ejemplificadas por la implementación de reformas como el establecimiento de un salario mínimo, una jornada laboral de 8 horas, la movilidad de los trabajadores, escuelas rurales y el derecho a sindicalizarse. Motivado por sus creencias católicas y guiado por el pragmatismo, buscaba tratar a sus trabajadores con respeto a la vez que aumentaba la productividad y rentabilidad. A pesar de enfrentar críticas de otros hacendados por el costo percibido de las reformas, los esfuerzos de Cámara resultaron exitosos, mejorando significativamente las vidas de numerosos trabajadores en Yucatán. Es importante destacar que sus hijos Nicolás y Alfredo Cámara Vales alcanzaron destacadas carreras políticas como gobernadores de Yucatán y Quintana Roo, respectivamente, mientras que su yerno, José María Pino Suárez, se desempeñó como vicepresidente de México.

## Datos biográficos

### Juventud y estudios

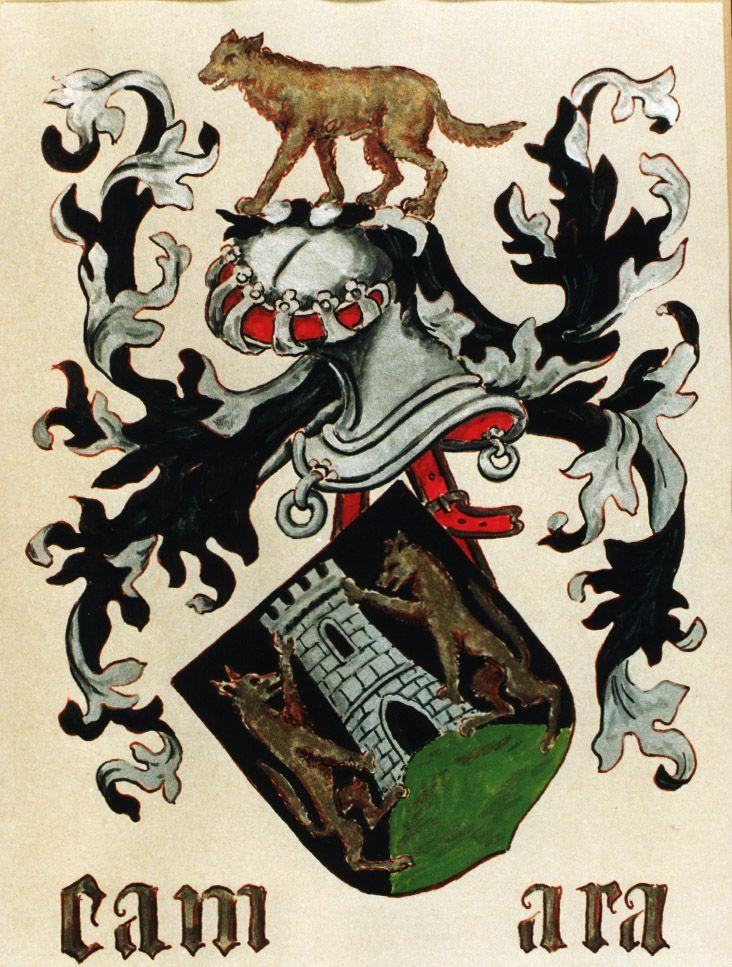
Escudo heráldico de la familia de la Cámara.

Raymundo nació el 14 de mayo de 1850 en Mérida, Yucatán. Tan solo cinco días después, fue bautizado en el sagrario de la Catedral de San Ildefonso. La ceremonia estuvo presidida por José María Guerra y Rodríguez Correa, arzobispo de Yucatán, y fue presenciada por Miguel Barbachano y Tarrazo, gobernador de Yucatán.
Era el primogénito del matrimonio formado por don Nicolás de la Cámara y Castillo (1823 - 1866), un conocido hacendado, y Evarista Luján Domínguez (1832 - 1904). Por parte de su padre, se afirmaba que “pertenecía a una familia de rancio abolengo.” La familia de la Cámara había sido investida como caballeros en el Reino de Castilla desde el siglo XIII y descendían de Juan de la Cámara, un hidalgo y conquistador español que llegó a Yucatán en 1539 de la mano de Francisco de Montejo, participando en la conquista de Yucatán. Desde su llegada a la península de Yucatán en la primera mitad del siglo XVI, los Cámara se convirtieron en uno de los principales terratenientes de la región, posición que mantuvieron durante el virreinato. Por otro lado, por parte de su madre, Raymundo descendía de la familia Luján, una conocida familia de la nobleza media del Reino de Aragón.
Estudió ingeniería agronómica en el Royal Agricultural College en Cirencester, Inglaterra.

## Carrera empresarial

### Hacendado Henequenero y otras actividades agrícolas

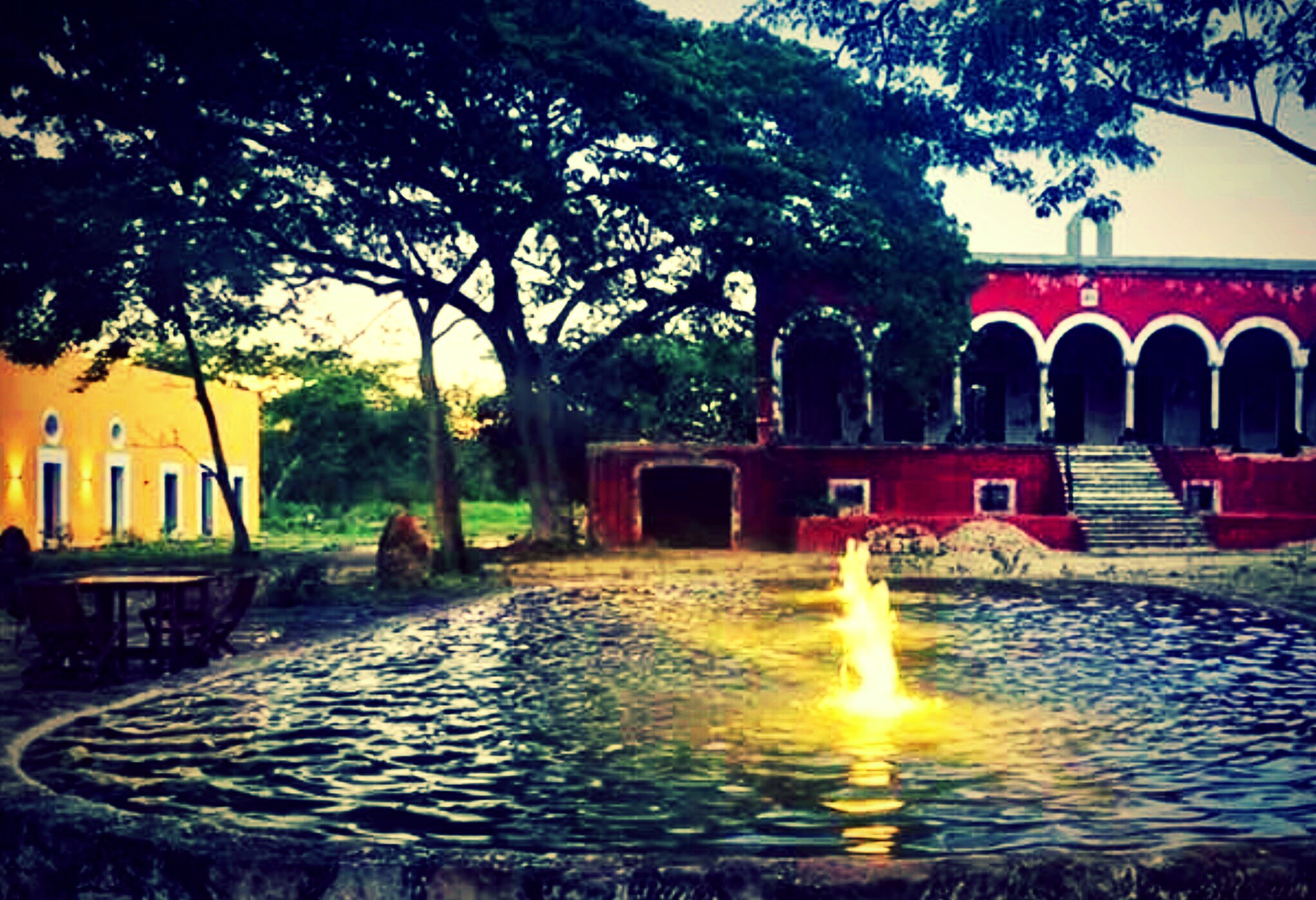
Fue propietario de numerosas fincas en Temax, entre las que se destacan las Haciendas de San Antonio Cámara y Chucmichén. En su conjunto, ambas haciendas abarcaban un área total de 7.812 hectáreas dedicada a la explotación del henequén.

Cámara Luján fue propietario de numerosas fincas en Temax, entre las cuales se destacan las Haciendas de San Antonio Cámara y Chumichén. Estas haciendas tenían, en conjunto, un área combinada de 7.812 hectáreas dedicada a la explotación del henequén.
En 1887, se asoció con la familia Villamil Vales para fundar la Compañía Particular de Fomento de Fincas, S.A., con el objetivo de explotar y producir henequén. Adquirieron la Hacienda San Diego Tixcacal en Opichén, la Hacienda de Santa Cruz y la Hacienda de Subintal en Huhí para este propósito.
Cámara Luján también fue propietario de la Hacienda de Tekik, una hacienda henequenera en Timucuy.
Su actividad agrícola no se limitó únicamente a la producción de henequén, sino que también fue propietario de varios ingenios dedicados a la producción de caña de azúcar. Después de Manuel Cicerol, dueño de la Hacienda de Catmís en Tzucacab, Cámara Luján se convirtió en el segundo productor más importante de caña de azúcar en la península de Yucatán.
Entre los trapiches que operaba Cámara Luján, se destaca la Hacienda de Dziuché en Hoctún, que producía alrededor de 12.000 kilogramos de azúcar y 10.000 kilogramos de miel al año.

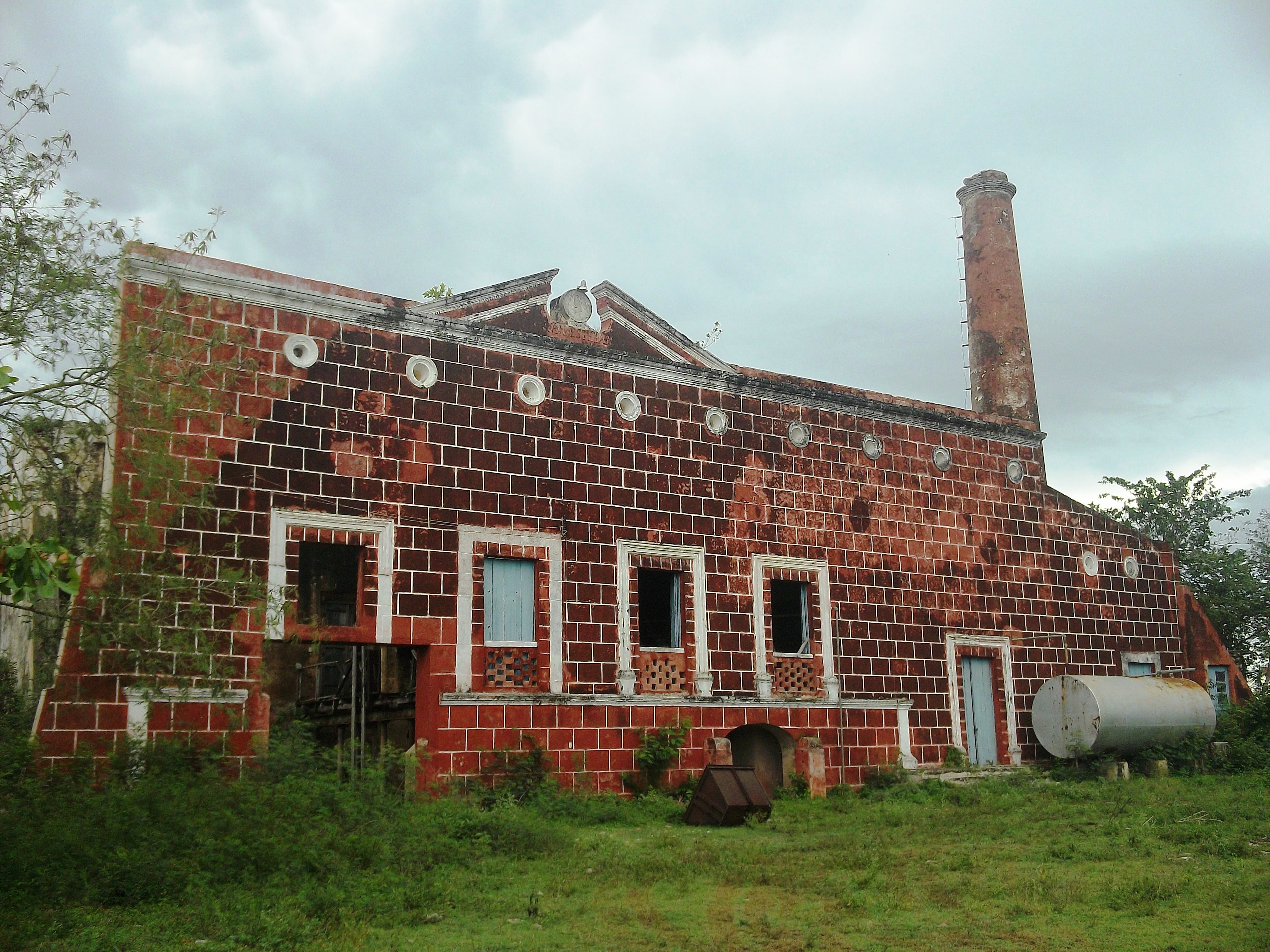
El trapiche de la Hacienda de Dziuché en Hoctún producía aproximadamente 12.000 kilogramos de caña de azúcar y alrededor de 10.000 kilogramos de miel al año.

De manera similar, fue propietario de la Hacienda Polyuc, un ingenio azucarero ubicado en Tekax. Entre 1906 y 1909, esta hacienda fue administrada por José María Pino Suárez, yerno de Cámara Luján. En Polyuc, Pino Suárez estableció una escuela para ofrecer educación gratuita a los peones y liberarlos de sus deudas, permitiéndoles trabajar en otras haciendas.
Junto con Felipe Peón, Eusebio Escalante y Rafael Hernández Escudero, Cámara Luján fue propietario de la Hacienda Yokat en Ticul. Yokat era una finca ganadera, así como una hacienda azucarera y henequenera.
Las Haciendas de Yokat y Polyuc fueron vendidas a Augusto L. Peón después del pánico financiero de 1907. Al adquirir Polyuc, Peón continuaría alojando a Pino Suárez, convirtiéndose en uno de sus principales protectores.
Nuevamente asociado con Escalante, Cámara Luján fue copropietario de un terreno de 2.627 km² que incluía la Hacienda de Santa María en Quintana Roo (Compañía Agrícola del Cuyo y Anexas, S.A.).
Influenciado por su yerno, José María Pino Suárez, abogado y reformador social, Cámara implementó prácticas laborales progresistas, brindando condiciones de trabajo favorables para los obreros en sus ingenios. Introdujo reformas como establecer un salario mínimo, una jornada laboral de 8 horas y garantizar la movilidad laboral y la capacidad de negociar las condiciones de trabajo en todas las haciendas. Además, priorizó la educación al establecer escuelas rurales en sus propiedades para enseñar lectura y escritura básica a los trabajadores y sus familias. Destacadamente, la Hacienda de Dziuché se convirtió en una precursora de los sindicatos de trabajadores, inspirando a otros propietarios de tierras en Yucatán a seguir el ejemplo. Los ideales progresistas de Cámara se fundamentaban en su catolicismo y en su creencia de tratar a los trabajadores con respeto, al mismo tiempo que reconocía los beneficios prácticos de las mejores condiciones en términos de productividad y ganancias. Aunque sus reformas enfrentaron críticas de algunos hacendados que las consideraban costosas y perjudiciales para la industria del henequén, en última instancia lograron mejorar las vidas de miles de trabajadores en Yucatán.

### Exportación de henequén
En albores del siglo XIX, Cámara se unió a su cuñado, José María Ponce Solís, para establecer la casa de comercio José Ma. Ponce y Cía, que rápidamente se convirtió en uno de los principales exportadores de henequén. Entre 1898 y 1902, su empresa fue responsable de exportar aproximadamente el 16% de las balas de fibra de henequén, que ascendían a alrededor de 13 millones de kilogramos anualmente al mercado de los Estados Unidos, equivalente a aproximadamente 28.6 millones de libras. En ese momento, el precio del henequén era de $9.48 de dólares estadounidenses por libra, lo que resultó en ingresos significativos de aproximadamente $272 millones de dólares en 1900. Ajustado por la inflación, estos ingresos de 1900 ascenderían a aproximadamente $9.9 mil millones de dólares en términos de 2023.
Además de su papel como exportadores, la empresa se convirtió en una institución financiera, otorgando créditos tanto a productores de henequén como a empresarios de diversos sectores. Destacadamente, desempeñaron un papel crucial al financiar la construcción del ferrocarril que conectaba Mérida y Valladolid, ampliando posteriormente esta red para incluir la ruta de Conkal a Progreso. Esta infraestructura resultó fundamental para transportar eficientemente el henequén desde la región noreste de Mérida hasta los puertos de envío.

Sin embargo, para 1904, las operaciones de la empresa liderada por Ponce Solís y Cámara llegaron a su fin.
La repentina desaparición de la empresa se puede atribuir a una combinación de factores políticos y económicos. En el ámbito político, el gobierno del General Cantón fue reemplazado por Olegario Molina, marcando la transición hacia el primer Gobernador civil del Porfiriato. La colaboración política entre el General Cantón y José María Ponce Solís, quien también había servido como alcalde de Mérida de 1900 a 1902, llegó a su fin. En el mismo año, surgió International Harvester, resultado de la fusión de dieciséis empresas estadounidenses dedicadas a la fabricación de maquinaria agrícola y cordelería. Esta fusión creó un casi monopolio en la fibra de henequén, consolidando su control en el mercado. El destino del mercado de henequén se selló con un acuerdo secreto entre Olegario Molina, entonces gobernador (aunque formalmente separado de su empresa), y International Harvester, que mantuvo artificialmente bajos los precios de la fibra a cambio de adquirir volúmenes crecientes del producto yucateco.
Debido a este cartel secreto, Estados Unidos, siendo el principal importador de henequén, pasó de ser un tomador de precios a un formador de precios, lo que hizo que el precio del henequén cayera desde aproximadamente $9.48 de dólares por libra a una tarifa fija de solo 8 centavos de dólar por libra. Ante esta nueva realidad del mercado, Ponce y Cámara decidieron estratégicamente reducir su participación en el mercado de henequén y comenzaron a diversificar sus intereses. En 1900, se aventuraron en una nueva dirección empresarial, abriendo Cervecería Yucateca, S.A., una cervecería. Esto marcó un cambio significativo en su cartera de negocios.

### Compañía Agrícola del Cuyo y Anexas, S.A
Cámara Luján también mantenía estrechos vínculos empresariales con Eusebio Escalante Bates. La familia Escalante había sido una de las principales impulsoras de la industria henequenera a mediados del siglo XIX. Los Escalante, quienes eran parientes de Carlos Peón Machado, gobernador liberal de Yucatán entre 1894 y 1897, lograron prosperar tanto durante su mandato como durante el gobierno conservador de Francisco Cantón Rosado, quien fue gobernador entre 1898 y 1902. Sin embargo, los Escalante siempre fueron competidores tanto en el ámbito empresarial como en el político de Olegario Molina, quien, respaldado por el régimen de Porfirio Díaz, mantuvo un fuerte control político y económico sobre el estado desde 1902 hasta 1915.
En colaboración con Escalante, Agustín Vales y otros empresarios yucatecos, Cámara Luján fundó la Compañía Agrícola del Cuyo y Anexas, S.A., donde poseía aproximadamente una quinta parte del capital social.
 

Esta compañía llegó a emplear a más de mil quinientos trabajadores y controlaba un extenso latifundio de 2.627 km² ubicado en la zona noroeste de Yucatán, el cual era 
“rico en palo de tinte, óptimo para el cultivo de caña, vainilla, tabaco, maíz o cereales, así como también, propicios para la cosecha de sal marina […] Entre las actividades productivas de la plantación podemos resaltar la explotación de recursos forestales (tintóreas, maderas preciosas para la ebanistería y duras para la construcción), así como la extracción de resinas (chicle), la obtención de sal marina, el cultivo de caña de azúcar, el desarrollo de sembradíos de tabaco, cacao, algodón, plátano y vainilla, esta última traída de Papantla, Veracruz. Asimismo, para el autoconsumo de sus habitantes, en los terrenos se produjo maíz, arroz, frijol y de todos los demás productos naturales disponibles en la mencionada finca […] El palo de tinte que exportó la Compañía fue demandado en los mercados europeos de la manufactura de textiles de Hamburgo, Le Havre y Liverpool. En cuanto al chicle, este producto tuvo como destino principal Nueva York, llevándose a cabo la comercialización de un promedio de 400 mil kg al año.”
En sus actividades en la Compañía Agrícola del Cuyo y Anexas, S.A., Cámara Luján se enfrentó a una fuerte competencia por parte de la Compañía Colonizadora de la Costa Oriental de Yucatán, S.A., la cual contaba con la participación de Olegario Molina Solís y varios capitalistas de la Ciudad de México cercanos al grupo de los científicos. La incursión de este grupo en la economía de Yucatán se interpretó como parte de las acciones para frenar la expansión de los henequeneros yucatecos, un aspecto que se vio reforzado con la creación del Territorio de Quintana Roo.

### Banco Mercantil de Yucatán

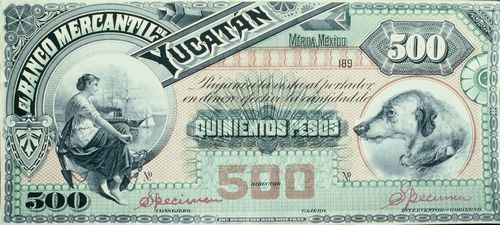
Billete emitido por el Banco Mercantil de Yucatán S.A.

En 1890, se fundó el Banco Mercantil de Yucatán, S.A., el primer banco en la región. Cámara Luján fue uno de los fundadores del banco y participó en su primer consejo de administración. El Banco Mercantil mantuvo estrechos vínculos con los intereses empresariales de las familias Escalante y Cámara. Sin embargo, enfrentó una fuerte competencia por parte del Banco Yucateco, S.A., que estaba asociado a la familia Molina. En medio del pánico financiero de 1907, una grave crisis económica a nivel internacional, ambos bancos se vieron afectados en gran medida y se vieron obligados a fusionarse bajo la supervisión de la Secretaría de Hacienda, formando así el Banco Peninsular Mexicano, S.A. (actualmente parte de Banamex).

## Vida privada

### Matrimonio y descendencia

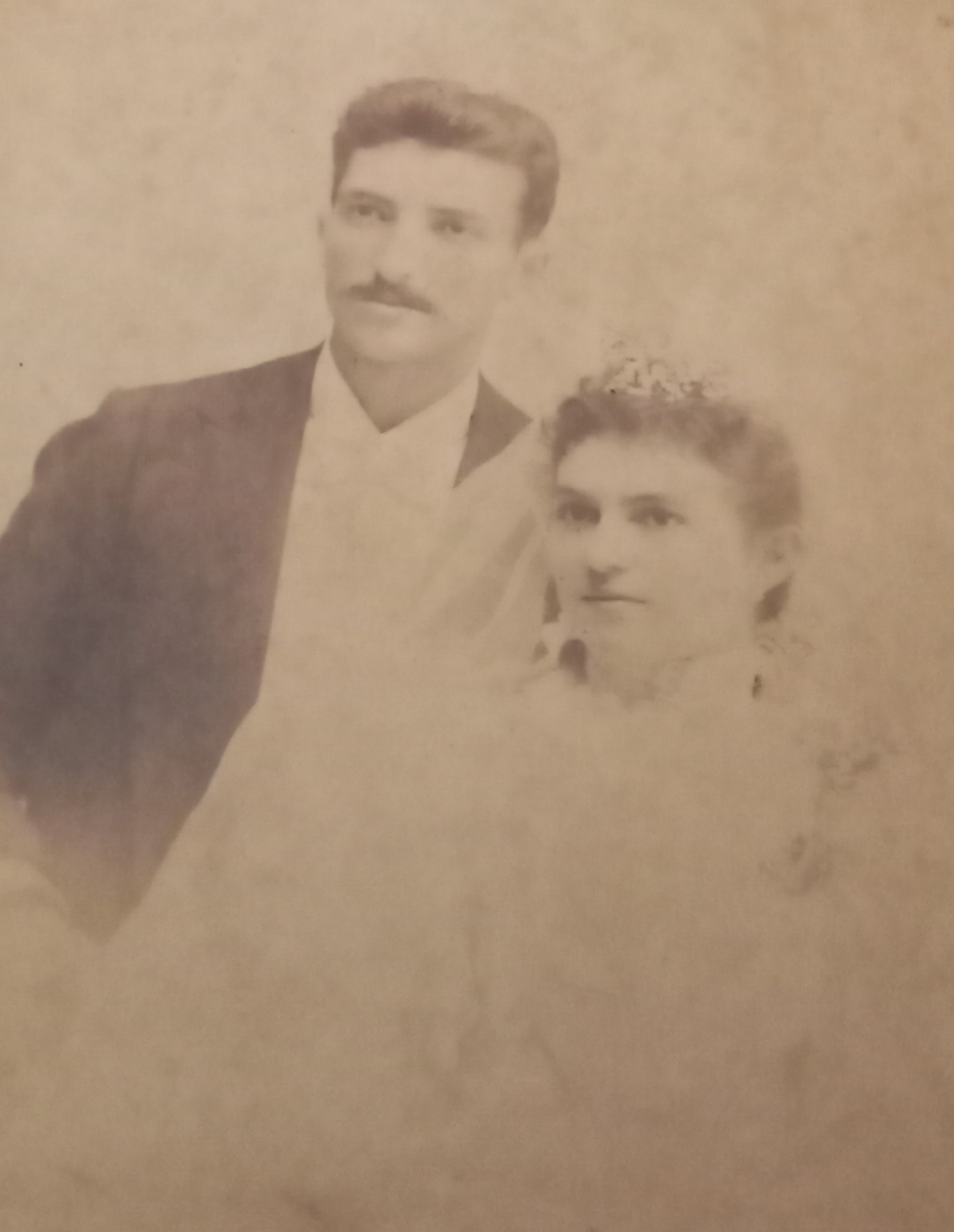
María Cámara Vales, hija de Raymundo Cámara Luján, fue la esposa de José María Pino Suárez, quien fue vicepresidente de México.

El 20 de junio de 1874, contrajo matrimonio en la Catedral de San Ildefonso con María del Carmen Vales Castillo, hija de Agustín Vales y María del Carmen Castillo. El hermano de María del Carmen, Agustín Vales Castillo, fue un destacado banquero, empresario y hacendado que ocupó el cargo de jefe político de Mérida durante el porfiriato.
De los catorce hijos del matrimonio Cámara Vales, sobrevivieron Nicolás, María, Feliciana, Alfredo, Hortensia, María del Carmen, María Lucrecia, Raymundo, Leonor, Hernán, Jorge y Elía.
Nicolás y Alfredo Cámara Vales fueron políticos cercanos al maderismo y ocuparon los cargos de gobernador de Yucatán y Quintana Roo, respectivamente.
María, la hija mayor, recibió la medalla Belisario Domínguez del Senado de la República en 1969. Contrajo matrimonio con José María Pino Suárez, quien fue vicepresidente de México entre 1911 y 1913. Fueron padres de Alfredo Pino Cámara, quien se desempeñó como ministro de la Suprema Corte de Justicia de la Nación. También fueron abuelos de Ismael Moreno Pino, jurista y diplomático que participó en la negociación del Tratado de Tlatelolco, que prohibió las armas nucleares en América Latina y el Caribe.
Hortensia contrajo matrimonio con Pablo Castellanos León, destacado pianista, y fueron padres de Pablo Castellanos Cámara, otro destacado pianista.
María del Carmen se casó con Arcadio Zentella y Sánchez Mármol, el literato.
Finalmente, Hernán contrajo matrimonio con Jacinta Barbachano Bolio y fueron padres de Fernando Cámara Barbachano, un distinguido antropólogo social y museólogo vinculado con el INAH.